# CPAN
CPAN(Comprehensive Perl Archive Network)은 펄로 작성된 114,000개 이상의 소프트웨어 모듈의 저장소와 이에 대한 문서화 체계이다. www.cpan.org이라는 월드 와이드 웹에 존재하며 전 세계 200개 이상의 지역에서 미러 처리된다. CPAN의 대부분의 소프트웨어는 자유 및 오픈 소스 소프트웨어이다.

## 구성 요소

### 미러
CPAN의 핵심부에는 전 세계 60개 이상 국가에 260개 이상의 미러의 네트워크가 있다.
대부분의 미러는 한 시간에 한 번, 하루에 한 번, 또는 하루에 두 번 스스로 CPAN 마스터 사이트로부터 업데이트한다. CPAN 미러에 대한 자세한 정보는 mirrors.cpan.org를 참조.

### 검색 엔진
검색 엔진은 CPAN을 통해 펄 프로그래머들이 정렬할 수 있게 도와준다. 공식적으로 search.cpan.org가 있으며 기타 CPAN 검색 엔진은 다음과 같다:
- metacpan.org - 현대의 CPAN 검색 사이트. (오픈 소스 백엔드 포함)
- kobesearch.cpan.org - 랜디 코베스의 검색 엔진.
- cpan.uwinnipeg.ca
- cpantools.com

### 테스터
CPAN 테스터는 CPAN에 업로드되어 있는 배포판을 내려받아 테스트하는 자발자들의 그룹이다.
- CPAN Testers Reports
- CPAN Testers Statistics
- CPAN Testers Wiki
- CPAN Dependencies
- CPAN Testers Development

### 기타 지원 웹사이트
아래는 개인의 펄 개발자가 만들어 관리하고 있다.
- CPANRatings
- CPAN::Forum
- AnnoCPAN
- rt.cpan.org
- CPANTS

## 같이 보기
- 펄

## 참조
1. ↑  “CPAN front page”. 2012년 10월 9일에 확인함.
2. 1 2  “CPAN Mirror”. 2009년 5월 15일에 확인함.
3. ↑  “How are Perl and the CPAN modules licensed?”. Most, though not all, modules on CPAN are licensed under the GNU General Public License (GPL) or the Artistic license...
4. ↑  “CPAN Status and Statistics”. 2022년 10월 21일에 원본 문서에서 보존된 문서. 2010년 5월 9일에 확인함.